# Feuerwanzen

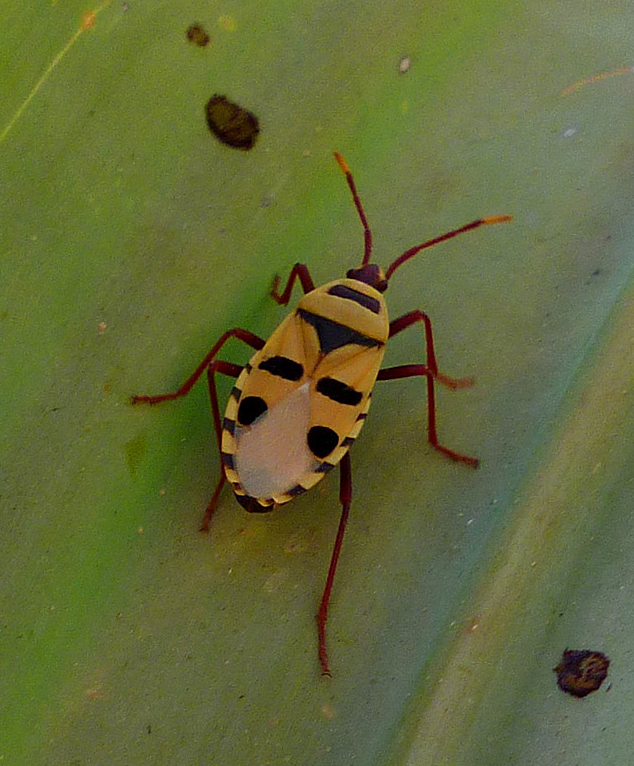
Probergrothius angolensis

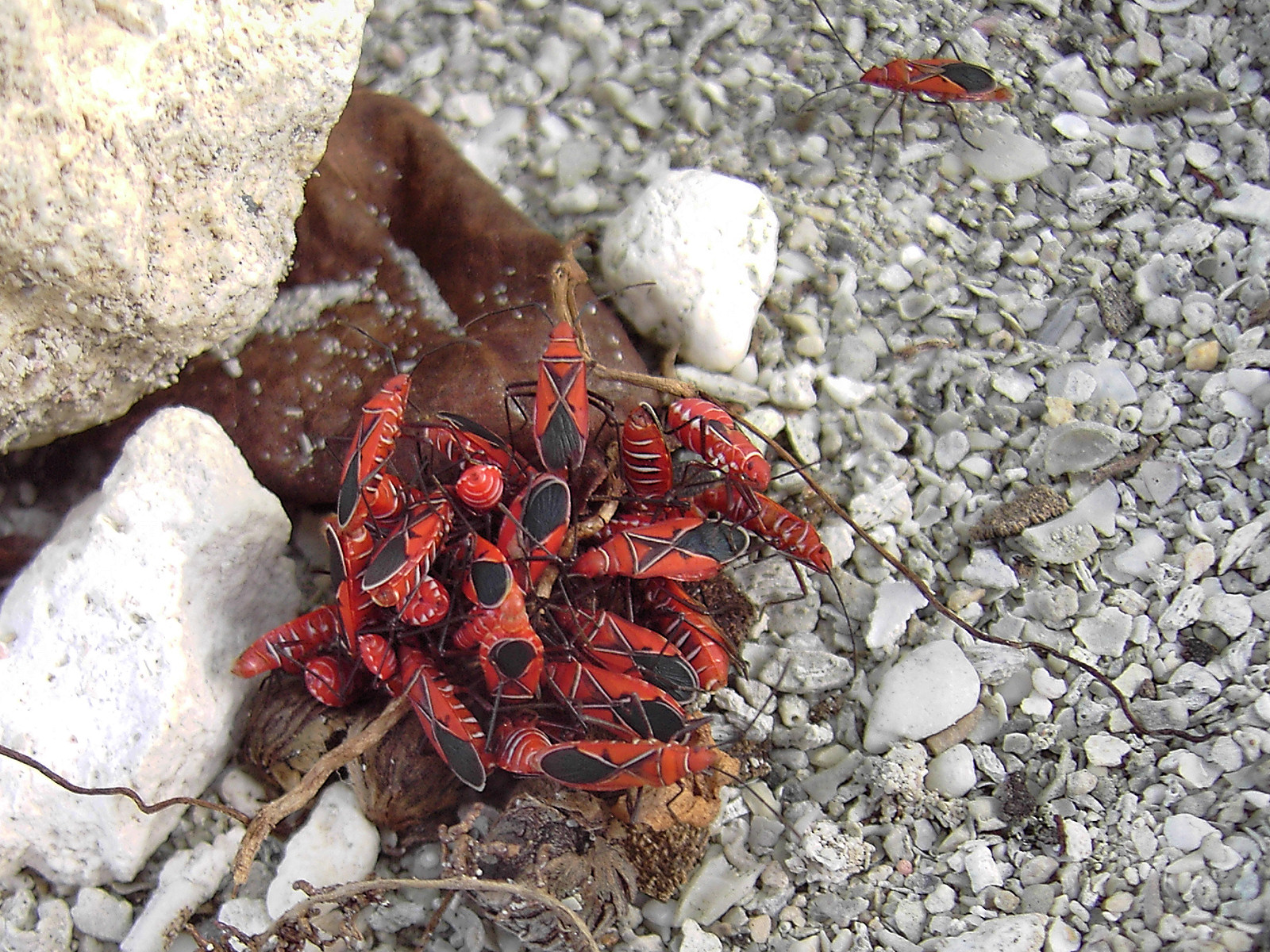
Dysdercus andreae; Nymphen und adulte Tiere auf Guadeloupe

Die Feuerwanzen (Pyrrhocoridae) sind eine Familie der Wanzen (Heteroptera) innerhalb der Teilordnung Pentatomomorpha, fälschlicherweise im Volksmund oft als Feuerkäfer oder Franzosenkäfer bezeichnet. Von ihnen sind ungefähr 340 Arten in etwa 33 Gattungen bekannt.

## Merkmale
Die Wanzen werden 8 bis 20 Millimeter lang und haben häufig sowohl in Größe und langgestreckter Körperform Ähnlichkeit mit Arten der Lygaeinae (Familie: Bodenwanzen (Lygaeidae)). Viele Arten sind in Warnfarben rot, gelb, schwarz und weiß gefärbt.
Der Kopf ist dreieckig und nach vorne gerichtet. Die Bucculae, die die Schnabelrinne seitlich begrenzenden Wangenplatten, sind schmal. Punktaugen (Ocelli) fehlen wie auch bei den Largidae. Die Fühler und auch das Labium sind viergliedrig. Letzteres reicht häufig deutlich hinter die Basis des Hinterleibs. Das Pronotum ist trapezförmig und hat flach erweiterte Seitenränder. Das Schildchen (Scutellum) ist dreieckig. Der äußere Teil der Duftdrüsen am Metathorax ist zurückgebildet. Die Membranen der Hemielytren haben basal zwei Zellen und distal sieben oder acht sich verästelnde Flügeladern. Das zweite bis siebte Hinterleibssegment trägt Trichobothria, wobei es nur am siebten Segment zwei, ansonsten drei Trichobothria sind. Ähnlich wie bei den  Rhyparochromidae verläuft bei manchen Arten zwischen dem vierten und fünften Sternum am Hinterleib eine gekrümmte Naht, die nicht bis zum Dorsalrand des Hinterleibs reicht. Innere Laterotergite fehlen. Die Stigmen liegen am Hinterleib ventral. Das Sternum am siebten Hinterleibssegment der Weibchen ist ungeteilt. Die Weibchen haben einen zurückgebildeten, plattenförmigen Ovipositor. Der Spermatheca der Männchen fehlt der distale Pumpenflansch. Die Nymphen haben ihre Duftdrüsenöffnungen am Hinterleib dorsal jeweils zwischen dem dritten bis sechsten Tergum, wobei die hintersten Öffnungen zurückgebildet sind.
Autapomorphien der Familie sind das Fehlen der Punktaugen, die zurückgebildeten Duftdrüsenöffnungen am Metathorax, die zwei geschlossenen Zellen basal an den Membranen der Hemielytren und der plattenförmige Ovipositor.

## Vorkommen
Vertreter der Familie sind in allen großen zoogeographischen Regionen verbreitet, haben ihren Verbreitungsschwerpunkt jedoch in den Tropen und Subtropen. Nur wenige Arten kommen auch in den gemäßigten Breiten der Holarktis vor. Dysdercus ist die mit Abstand größte Gattung der Familie und ist weltweit verbreitet.
In Europa sind fünf Arten vertreten, von denen in Mitteleuropa zwei vorkommen. Der deutsche Name „Feuerwanzen“ resultiert aus der rot-schwarzen Warntracht der häufigsten mitteleuropäischen Art der Familie, der Gemeinen Feuerwanze (Pyrrhocoris apterus).

## Lebensweise

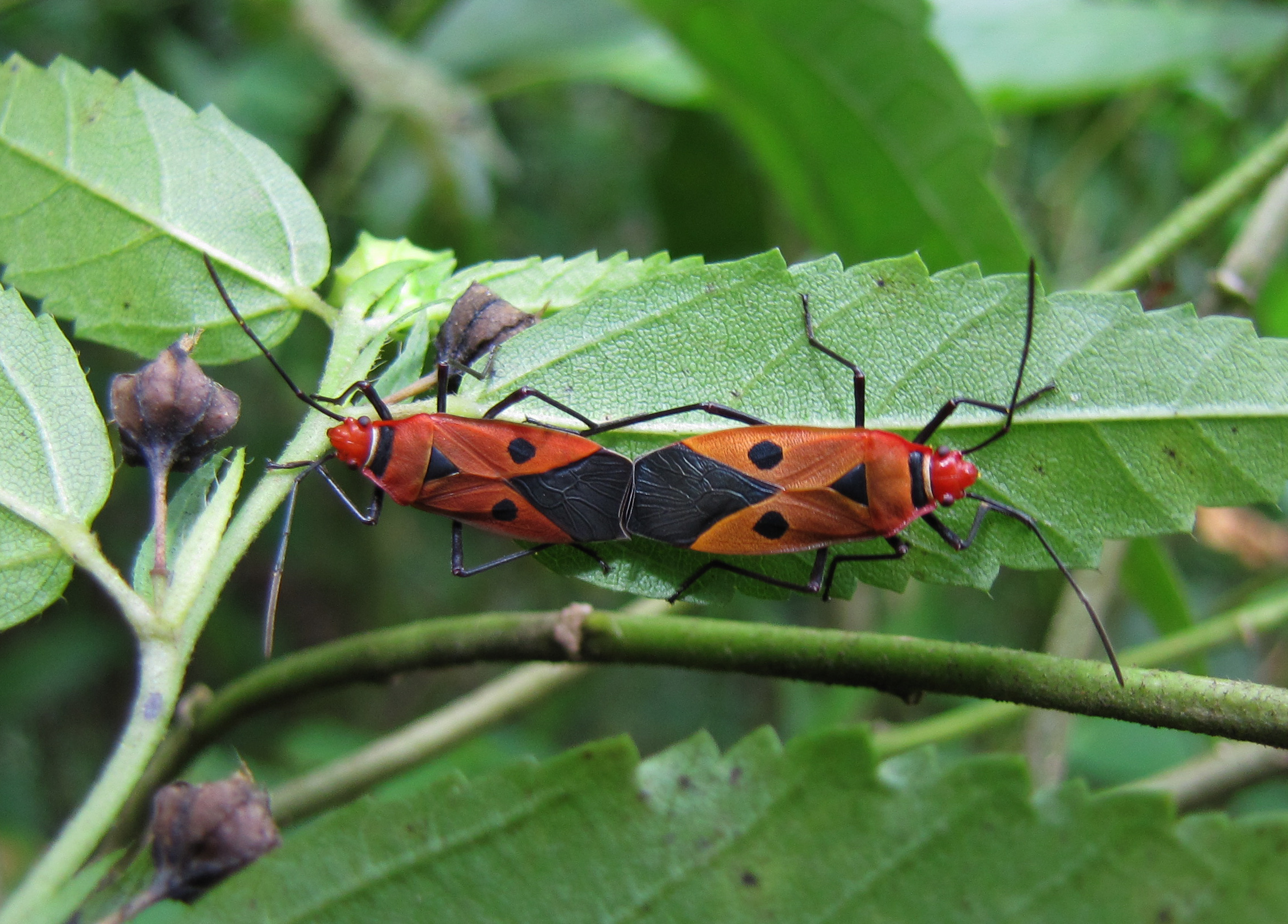
Dysdercus cingulatus bei der Paarung

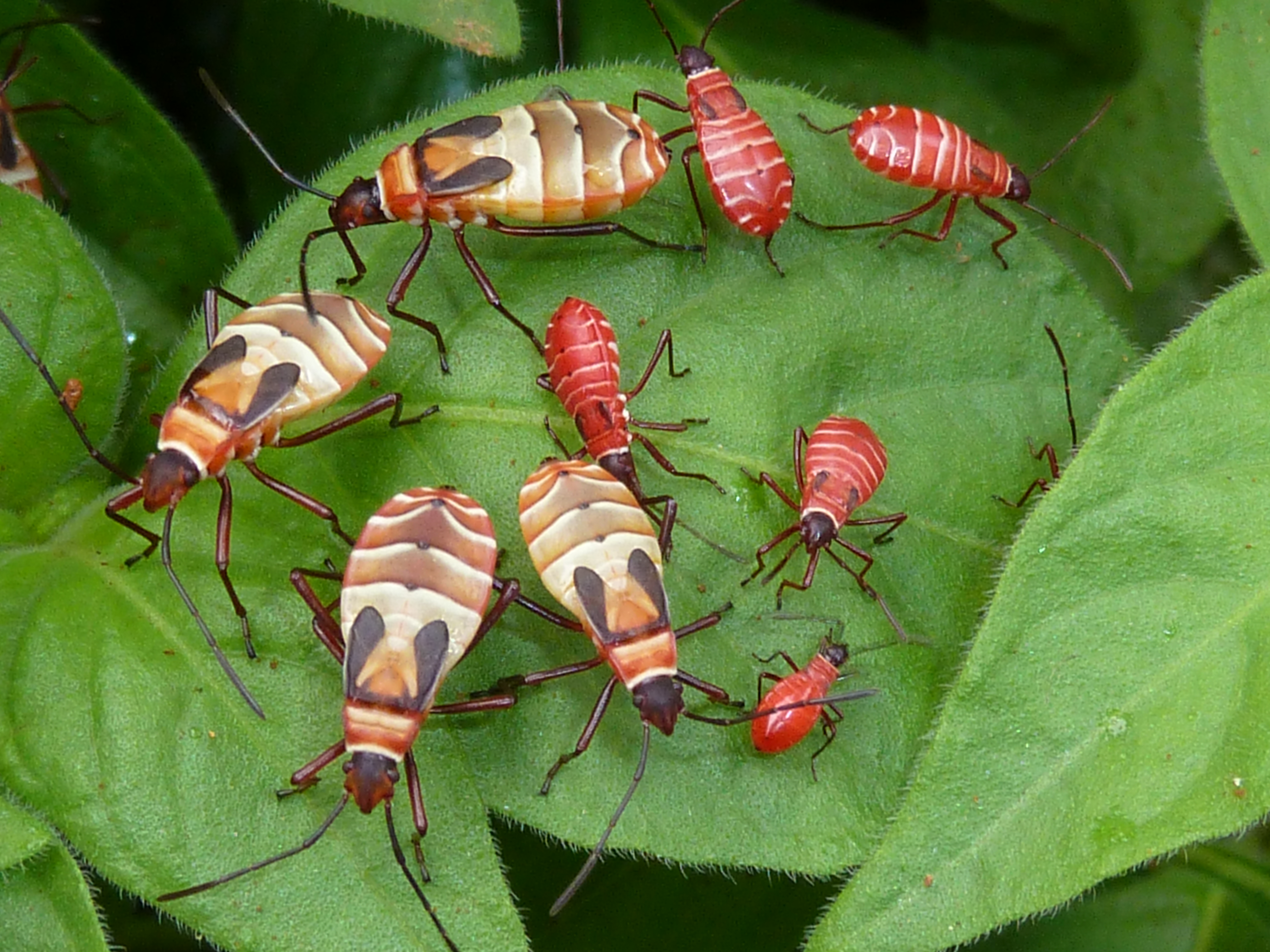
Dysdercus nigrofasciatus; Nymphen in unterschiedlichen Stadien

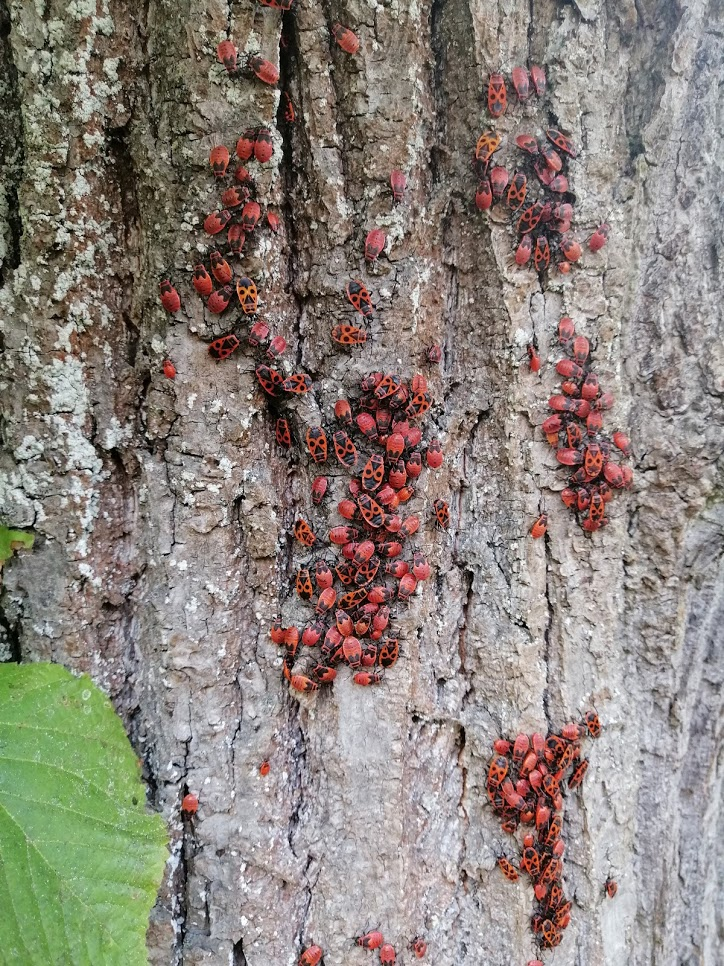
Ansammlung Gemeiner Feuerwanzen auf einem Baum, Schwerin 2020

Die meisten Arten, deren Lebensweise bekannt ist, ernähren sich von den Samen und Früchten von Malvengewächsen (Malvaceae). Die Dysdercus-Arten der Neotropis saugen an den Samen und Früchten von Wollbaumgewächsen (Bombacaceae). Zwar gibt es einige Arten, deren adulte Tiere versteckt auf Bäumen leben, die meisten Arten leben jedoch an niedrigen Pflanzen. Manche Arten der Alten Welt leben in der Bodenstreu und saugen dort vermutlich an reifen, zu Boden gefallenen Samen. Bei den Feuerwanzen wurde auch räuberische Nahrungsaufnahme dokumentiert. Vermutlich entwickelte sich außerdem Kannibalismus sekundär aus der ursprünglich phytophagen Lebensweise. Dindymus sanguineus gehört zu jenen Arten, von denen bekannt ist, dass sie sich auch räuberisch von anderen Insekten ernähren. Gelegentliches räuberisches Saugen ist aber zumindest von mehreren anderen Dindymus-Arten, sowie den Gattungen Raxa  und Antilochus bekannt.
Aus Westafrika sind eine Reihe von Arten bekannt, die in großen Kolonien leben und eine komplexe Lebensweise haben. Diese Kolonien bestehen häufig aus mehr als einer Art und werden außerdem von Raubwanzen (Reduviidae) der Gattung Phonoctonus besiedelt, die sich in ihrem Aussehen an die jeweilige Feuerwanzenart der Gattung Dysdercus der Kolonien angepasst haben. Dysdercus zeigen Wanderverhalten. Dabei sind die Überlebensraten und damit das Ausbreitungspotential bei größeren Arten, die an holzigen Pflanzen und damit größeren, ölhaltigeren Samen saugen höher als bei kleineren, die an krautigen Pflanzen saugen. Bei den meisten kolonienbildenden Dysdercus-Arten resorbieren die begatteten Weibchen ihre Flugmuskeln nach dem Migrationsflug und dem Beginn der Eientwicklung, sodass sie dann nicht mehr die Wirtspflanze wechseln können. Bei Dysdercus bimaculatus wurde beobachtet, dass die Weibchen ihre Flugeigenschaften allerdings nicht vor der Nahrungsaufnahme und der Paarung an der neu besiedelten Wirtspflanze verlieren. Dies bedeutet vermutlich, dass die Muskulaturresorbierung zur besseren Versorgung der Eier im Verhältnis zur Gefahr von schlechten Reproduktionsraten bei ungeeigneten Wirtspflanzen steht. Einige Arten dieser Gattung leben an ephemeren Malvengewächsen, die den Wanzen damit nur kurz als Nahrung zur Verfügung stehen. Da die Weibchen jedoch eine große Anzahl an Eiern in kurzer Zeit ablegen, besteht gerade dadurch für eine große Zahl an Nymphen die Möglichkeit, sich zur richtigen Zeit zu entwickeln.
Weibchen leben deutlich kürzer als Männchen, was vermutlich mit der starken Überanstrengung bei der großen Eiproduktion zusammenhängt. Dies resultiert wohl auch in der großen sexuellen Aktivität, bei der man die Feuerwanzen beobachten kann. Dysdercus-Arten gelten in der Landwirtschaft als bedeutende Schädlinge, insbesondere bei Baumwolle. Die Schäden entstehen nicht nur direkt durch das Saugen an den Samenkapseln, sondern auch indirekt durch die Übertragung von Pilzen und Bakterien beim Saugen, die die Kapseln zum Absterben bringen. Darüber hinaus gilt Dindymus versicolor als Schädling mit geringer Bedeutung in Obstplantagen.
Eine Reihe von Feuerwanzenarten, z. B. die Gemeine Feuerwanze und Dysdercus-Arten, finden wegen ihrer einfachen Haltung unter künstlichen Bedingungen Verwendung als Versuchstiere zu Forschungszwecken.

## Taxonomie und Systematik
Auch wenn die Klassifizierung der Feuerwanzen als höheres Taxon in der Regel Franz Xaver Fieber (1861) zugeschrieben wird, so waren es Charles Jean Baptiste Amyot & Jean Guillaume Audinet Serville, die die Gruppe 1843 als „Pyrrhocorides“ als erste beschrieben. Nach den Arbeiten von Carl Stål (1870, 1874) und darauffolgenden Autoren umfasste die Familie auch noch die heute übereinstimmend als eigenständig betrachtete Familie Largidae als Unterfamilie. Die verwandtschaftliche Stellung innerhalb der Familie der Feuerwanzen ist unklar, eine Aufteilung in Subtaxa ist bis heute nicht etabliert.
In Europa treten folgende Arten auf:
- Gemeine Feuerwanze (Pyrrhocoris apterus) (Linnaeus, 1758)
- Pyrrhocoris marginatus (Kolenati, 1845)
- Pyrrhocoris niger Reuter, 1888
- Scantius aegyptius (Linnaeus, 1758)
- Scantius forsteri (Fabricius, 1781)

Im Folgenden eine Liste der Gattungen der Pyrrhocoridae (nach GBIF, Stand 2024):
- Antilochus Stål, 1863
- Armatillus Distant, 1908
- Australodindymus Stehlik & Jindra, 2012
- Brancucciana Ahmad & Zaidi, 1986
- Damascarga Stehlik, 1980
- Dermatinus Stål, 1853
- Dindymus Stål, 1861
- Dysdercus Guérin-Méneville, 1831
- Ectatops Amyot & Serville, 1843
- Euscopus Stål, 1870
- Froeschnerocoris Ahmad & Kamaluddin, 1986
- Guentheriana Stehlik, 2006
- Heissianus Stehlik, 2006
- Lodosiana Ahmad & Abbas, 1986
- Melamphaus Stål, 1868
- Neodindymus Stehlik, 1965
- Neodysdercus Stehlik, 1965
- Neoindra Stehlik, 1965
- Obstetrixella Schmidt, 1932
- Paradindymus Stehlik, 1966
- Probergrothius Kirkaldy, 1904
- Pyrrhocoris Fallén, 1814
- Pyrrhopeplus Stål, 1870
- Raxa Distant, 1919
- Roscius Stål, 1865
- Scantius Stål, 1866
- Schaeferiana Stehlik, 2008
- Sericocoriopsis Stehlik, 1965
- Silasuwe Stehlik, 2006
- Syncrotus Bergroth, 1895

## Belege